# Китамура, Тококу
Тококу Китамура (яп. 北村透谷 Китамура Тококу, 29 декабря 1868 года — 16 мая 1894 года) — японский критик и поэт, писавший под псевдонимом. Настоящее имя — Китамура Монтаро (яп. 北村 門太郎), считается одним из основателей японского романтизма в литературе позднего периода Мэйдзи. На творчество Китамуры оказали большое влияние стихи Байрона, а также Томаса Карлейля и Ральфа Эмерсона.

## Биография
Родился в семье обедневшего самурая, в районе Асигарасимо (префектура Канагава). Его брат Коко Маруяма (настоящее имя Какихо) — японский художник. Китамура переехал в 14 лет в Токио вместе с семьёй, окончил школу в Гиндзе и поступил в 1883 году в Токийский техникум, позднее переименованный в Университет Васэда. Китамура был исключён в 1887 году за политические взгляды. Участвовал в японском политическом и общественном движении 1880-х годов за демократию, свободу и народные права — Дзию Минкэн Ундо (яп. 自由民権運動). Ушёл оттуда, поскольку сомневался в действиях членов группы (для сбора средств однопартийцы использовали в том числе и грабежи).
В 1888 году женился на Исидзаки Мине, дочери политика Исидзаки Масатаки и под влиянием жены принял христианство. В это же время он впервые публикуется. Первой его опубликованной работой стало самое длинное на тот момент в Японии стихотворение, написанное свободным стихом, синтайси, «Поэма узника». В стихотворении прослеживается подражание Байрону, отсылки к поэме «Шильонский узник». В 1891 году издаёт поэму (трёхактную драму) «Песни сказочной страны» («Хорайкёку»), где отчётливо прослеживаются мотивы романтизма: отчаяние, бегство от реальности.
Входил в группу молодых писателей, которые издавали журнал «Мир литературы» (Бунгаку-кай) с 1893 по 1898, являлся одним из основателей журнала, печатал в нём свои критические литературные статьи и эссе. Тесно общался с Симадзаки Тосоном, также входившим в кружок издателей журнала и повлиял на творчество последнего. В 1890 году стал преподавателем английского языка в школе для девочек, в 1893 году сменил Тосона на аналогичной должности в школе для девочек Мэйдзи (впоследствии Университет Мэйдзи Гакуин).
Китамура под влиянием квакеров также стоял у истоков образования Японского пацифистского общества (Peace 平和会), которое было основано при его помощи в 1889 году. Посещал христианскую универсалистскую церковь Адзабу (протестантская церковь, основанная японской миссией Американской христианской церкви), где также работал переводчиком.
Творческое наследие Китамуры включает около 30 стихотворений, две поэмы, а также публицистические и критические статьи. Покончил жизнь самоубийством за месяц до японско-китайской войны, повесившись в саду близ парка Сиба. За 5 месяцев до этого у него уже была попытка самоубийства, он пытался заколоть себя кинжалом. Супруга отказалась от его предложения умереть вместе и Тококу принял окончательное решение о самоубийстве. Похоронен на кладбище храма Котёдзи, Одавара.

## Публикации
- Песни сказочной страны, 1891.
- Стихи узника, 1889.

### Публицистика и критика
- Поэзия и женщины // Jogaku Magazine. — 1892. — Февраль. Архивировано 1 ноября 2020 года.
- Идеалы простого народа в эпоху Токугава, 1892.
- Народ и идеология, 1893.
- Что мешает жизни? 1893.
- Теория внутренней жизни, 1893.